# Переборское сельское поселение
Переборское се́льское поселе́ние — муниципальное образование в Берёзовском районе Пермского края Российской Федерации.
Административный центр — деревня Перебор.

## Население
| 2010  | 2012  | 2013  | 2014  | 2015  | 2016  | 2017  |
| ----- | ----- | ----- | ----- | ----- | ----- | ----- |
| 1746  | ↘1701 | ↘1655 | ↘1605 | ↘1582 | ↘1544 | ↘1498 |
| 2018  | 2019  |       |       |       |       |       |
| ↘1476 | ↘1440 |       |       |       |       |       |

## Состав сельского поселения
| №  | Населённый пункт | Тип населённого пункта          | Население |
| -- | ---------------- | ------------------------------- | --------- |
| 1  | Батерики         | деревня                         | ↘339      |
| 2  | Березник         | деревня                         | →5        |
| 3  | Ванькино         | деревня                         | ↘300      |
| 4  | Ермолино         | деревня                         | →6        |
| 5  | Пальник          | деревня                         | →6        |
| 6  | Перебор          | деревня, административный центр | ↘598      |
| 7  | Подперебор       | деревня                         | →3        |
| 8  | Поздянка         | деревня                         | ↘94       |
| 9  | Покровка         | село                            | ↘250      |
| 10 | Старково         | деревня                         | ↘18       |
| 11 | Урасково         | деревня                         | ↘63       |
| 12 | Шаква            | деревня                         | →82       |